# Walter Dix
Walter Dix (Coral Springs, 31 januari 1986) is een Amerikaanse atleet, die is gespecialiseerd in de sprintafstanden. Hij heeft in deze discipline verschillende titels op zijn naam geschreven. Hij nam deel aan de Olympische Spelen.

## Loopbaan
Dix studeert aan de universiteit van Florida in Tallahassee. In 2007 liep hij 9,93 s op de 100 m. 
Op de Olympische Spelen van 2008 in Peking plaatste Walter Dix zich voor de finale van de 100 m. Hierin behaalde hij een bronzen medaille met een tijd van 9,91. Na diskwalificatie van zowel Churandy Martina als Wallace Spearmon (respectievelijk tweede en derde) pakte hij vervolgens ook de bronzen medaille op de 200 m. Shawn Crawford won zilver, Usain Bolt goud.
Eerder dat jaar won hij de 200 m tijdens de Amerikaanse selectiewedstrijden en op de universiteitskampioenschappen (NCAA).

## Titels
- Amerikaans kampioen 100 m - 2010, 2011
- Amerikaans kampioen 200 m - 2008, 2011
- Amerikaans kampioen 4 x 100 m - 2007
- NCAA-kampioen 100 m - 2005
- NCAA-kampioen 200 m - 2008
- NCAA-indoorkampioen 200 m - 2006

## Persoonlijke records
Outdoor
| Onderdeel   | Prestatie | Datum             | Plaats      |
| ----------- | --------- | ----------------- | ----------- |
| 100 m       | 9,88 s    | 8 augustus 2010   | Nottwil     |
| 200 m       | 19,53 s   | 16 september 2011 | Brussel     |
| verspringen | 7,39 m    | 26 maart 2004     | Gainesville |

Indoor
| Onderdeel   | Prestatie | Datum            | Plaats       |
| ----------- | --------- | ---------------- | ------------ |
| 55 m        | 6,19 s    | 13 januari 2007  | Gainesville  |
| 60 m        | 6,58 s    | 28 februari 2010 | Albuquerque  |
| 200 m       | 20,27 s   | 10 maart 2006    | Fayetteville |
| verspringen | 7,31 m    | 22 januari 2005  | Johnson City |

## Palmares

### 100 m
Kampioenschappen
- 2008:  OS - 9,91 s
- 2011:  WK - 10,08 s

Golden League-podiumplek
- 2008:  Weltklasse Zürich – 9,99 s

Diamond League-podiumplek
- 2011:  Weltklasse Zürich – 10,04 s

### 200 m
Kampioenschappen
- 2008:  OS - 19,98 s
- 2011:  WK - 19,70 s

Diamond League-podiumplekken
- 2010:  Golden Gala – 19,86 s
- 2010:  Prefontaine Classic – 19,76 s
- 2010:  Athletissima – 19,86 s
- 2010:  British Grand Prix – 20,26 s
- 2011:  Eindzege Diamond League
- 2011:  Qatar Athletic Super Grand Prix – 20,06 s
- 2011:  Prefontaine Classic – 20,19 s
- 2011:  London Grand Prix – 20,16 s
- 2011:  Memorial Van Damme – 19,53 s
- 2012:  Qatar Athletic Super Grand Prix – 20,02 s
- 2013:  Prefontaine Classic – 20,16 s
- 2013:  Memorial Van Damme – 20,12 s

### 4 x 100 m estafette
- 2011: DNF WK